# Michael Peskin
Michael Edward Peskin (Filadélfia, 27 de outubro de 1951) é um físico estadunidense.
Graduado na Universidade Harvard, com Ph.D. em 1978 na Universidade Cornell, orientado por Kenneth Wilson.
É atualmente professor de teoria de grupos no Centro de Aceleração Linear de Stanford. Peskin foi eleito membro da Academia de Artes e Ciências dos Estados Unidos em 2000.
Peskin é conhecido por um livro texto amplamente difundido sobre teoria quântica de campos, escrito em parceria com Daniel Schroeder, e pelo parâmetro de Peskin–Takeuchi.

## Obras
- Michael E. Peskin and Daniel V. Schroeder, An Introduction to Quantum Field Theory, Addison-Wesley, Reading, 1995.